# Championnat d'Europe de rugby à XV des moins de 18 ans
 (mai 2025).
Si vous disposez d'ouvrages ou d'articles de référence ou si vous connaissez des sites web de qualité traitant du thème abordé ici, merci de compléter l'article en donnant les références utiles à sa vérifiabilité et en les liant à la section « Notes et références ».
Ne doit pas être confondu avec Championnat d'Europe de rugby à XV des moins de 20 ans.
Le championnat d'Europe de rugby à XV des moins de 18 ans est une compétition européenne de rugby à XV. Elle regroupe 24 pays et a lieu tous les ans pendant la période de Pâques.

## Histoire
Le championnat d'Europe de rugby à XV des moins de 18 ans a eu lieu pour la première fois à Trévise, en 2004. Il remplace le championnat d'Europe des moins de 18 ans des nations émergentes (sans les nations « élites ») qui eut lieu pour la première fois en 2000. Les championnats 2005 et 2006 qui se déroulèrent à Lille puis à Trévise ont été remportés par l'Angleterre. Alternant entre la France et l'Italie, le championnat eu ensuite lieu à Biarritz, Trévise encore, Toulon et une nouvelle fois Trévise en 2010. La France gagna ces 4 championnats. L'édition 2011 vit l'émergence de la division Élite, composé de 4 équipes des 6 Nations (Irlande, France, pays de Galles et Angleterre) tandis que les autres divisions restèrent inchangées. Il eut lieu dans les régions d'Armagnac et de Bigorre, dans le sud-ouest de la France. L'Irlande a remporté l'épreuve. Pour la première fois, la France ne joua pas la finale (4e). En 2012, la division Élite sera composée de 8 équipes (six nations « élites » + 2 nations « émergentes ») et le championnat aura lieu en Espagne. 

## Format
24 nations sont réparties en 3 groupes de 8 et classées suivant le résultat de l'édition précédente. La compétition est à élimination directe et commence en quart de finale. L'équipe classée première rencontre celle classée huitième, la deuxième rencontre la 7e etc. S'ensuivent les demi-finales et les matchs de classement. Chaque équipe joue donc 3 matchs. L'équipe classée dernière descend en division inférieure et celle qui est première monte en Division supérieure.

## Identité visuelle

Évolution du logo
Logo générique de 2014 à 2019.
Logo en 2021.
Logo en 2022.
Logo en 2023.

## Palmarès

### Palmarès groupe « élite »
| 2004 | France          | Angleterre      | Italie          | Écosse          |
| 2005 | Angleterre      | France          | Écosse          | Italie          |
| 2006 | Angleterre      | France          | Italie          | Écosse          |
| 2007 | France          | Irlande         | Angleterre      | Italie          |
| 2008 | France          | Irlande         | Angleterre      | Italie          |
| 2009 | France          | Angleterre      | Irlande         | Roumanie        |
| 2010 | France          | Irlande         | Géorgie         | Belgique        |
| 2011 | Irlande         | Angleterre      | Pays de Galles  | France          |
| 2012 | Angleterre      | Irlande         | France          | Pays de Galles  |
| 2013 | Angleterre      | France          | Irlande         | Écosse          |
| 2014 | Angleterre      | Irlande         | Pays de Galles  | France          |
| 2015 | France          | Géorgie         | Angleterre      | Italie          |
| 2016 | France          | Géorgie         | Portugal        | Belgique        |
| 2017 | France          | Géorgie         | Japon           | Portugal        |
| 2018 | Géorgie         | France          | Espagne         | Portugal        |
| 2019 | Géorgie         | Espagne         | Portugal        | Russie          |
| 2020 | Édition annulée | Édition annulée | Édition annulée | Édition annulée |
| 2021 | Géorgie         | Portugal        | Espagne         | Belgique        |
| 2022 | Géorgie         | Portugal        | Espagne         | Belgique        |
| 2023 | Géorgie         | Portugal        | Espagne         | Pays-Bas        |

### Palmarès groupe A
- 2000 :  Belgique
- 2001 :  Pays-Bas
- 2002 :  Belgique
- 2003 :  Pologne
- 2004 :  Espagne
- 2005 :  Portugal
- 2006 :  Roumanie
- 2007 :  Espagne
- 2008 :  Belgique
- 2009 :  Allemagne
- 2010 :  Portugal
- 2011 :  Écosse
- 2012 :  Belgique
- 2013 :  Espagne
- 2014 :  Russie
- 2015 :  Russie
- 2016 :  Pologne
- 2017 :  Russie
- 2018 :  Allemagne